# MacLintock
MacLintock (auch: McLintock – Ein liebenswertes Raubein, Originaltitel: McLintock!) ist eine US-amerikanische Westernkomödie von Andrew V. McLaglen aus dem Jahre 1963. Der Film wurde am 13. November 1963 uraufgeführt. In Deutschland erschien der Film erstmals am 6. März 1964 in den Kinos.

## Handlung
Die Rancher der Kleinstadt McLintock wollen eine Gruppe neuer Siedler von ihren Ländereien fernhalten. Der Namensgeber der Stadt, der Viehbaron George McLintock, entdeckt unter den Siedlern eine attraktive Witwe, Louise Warren, die er als Köchin einstellt. Zu Louise gehören ihre kleine Tochter Alice und ihr stattlicher Sohn Dev.
McLintocks Ehefrau Katherine lebt von ihm getrennt im Osten. Sie kehrt zur Ranch zurück, um die Scheidung voranzutreiben und das Sorgerecht für ihre Tochter Becky, die von der Universität zurückkehrt, zu erhalten. Auch Becky erreicht die Ranch, sie ist in Begleitung des Studenten Matt Douglas, dessen Vater einer von McLintocks Gegnern ist. Zwischen Matt und Dev, der sich in Becky verliebt, kommt es zu einer Schlägerei. Auch Katherine und George geraten in Streit.
Zur gleichen Zeit erreicht eine aus dem Gefängnis entlassene Gruppe Indianer vom Stamm der Comanche die Stadt. Da sie nach Fort Sill gebracht werden sollen, überfallen sie den Ort, werden jedoch von der Army vertrieben. Dev und Becky erklären, dass sie heiraten wollen. Der von der Eifersucht und Sturheit seiner Frau genervte George verfolgt Katherine durch die Stadt. Als er sie einfängt, legt er sie wütend übers Knie, was die Zuschauer sehr amüsiert. Als er ihr sagt, sie solle verschwinden und die Scheidung durchziehen, wirft sie sich ihm in die Arme. Das Ehepaar versöhnt sich.

## Hintergrund
Bei einem Budget von zwei Millionen US-Dollar spielte der Film in den USA 7,25 Millionen US-Dollar ein. Gedreht wurde der Film zwischen Oktober 1962 und Januar 1963 im US-Bundesstaat Arizona. Seine Weltpremiere feierte der Film am 13. November 1963. Die Werbung für den Film wurde für eine Woche eingestellt, als neun Tage nach der Uraufführung des Filmes der US-Präsident John F. Kennedy in Dallas erschossen wurde.
Das Drehbuch nimmt Bezug auf die Komödie Der Widerspenstigen Zähmung von William Shakespeare. Insbesondere das Finale des Films weckt zudem Erinnerungen an den Film Der Sieger (1952) von John Ford, in dem John Wayne und Maureen O’Hara ebenfalls gemeinsam vor der Kamera standen.
Der Film wirkt wie ein Wayne-Familienprojekt. Neben John Wayne in der Hauptrolle ist sein Sohn Patrick in der Rolle des Dev Warren zu sehen. Der ältere Sohn Michael ist der Produzent des Films. Aissa Wayne, Tochter aus dritter Ehe, stellt Alice Warren dar, die kleine Tochter der Köchin Louise Warren. Viele Mitglieder der Filmcrew und der Besetzung arbeiteten auch bei anderen Filmprojekten mit John Wayne zusammen, beispielsweise Regisseur Andrew McLaglen, Kameramann William H. Clothier und Schauspieler wie Bruce Cabot, Chill Wills, Edward Faulkner, Hank Worden, Strother Martin und Maureen O’Hara. Im Abspann ungenannte Rollen übernahmen der Stuntman und spätere Regisseur Hal Needham als Carter sowie David Borzage, der Bruder des oscarprämierten Regisseurs Frank Borzage, als Loafer.
Auch hinter der Kamera waren bekannte und preisgekrönte Mitarbeiter beschäftigt. Hal Pereira (Oscar 1956) und Sam Comer (Oscars 1946, 2 mal 1951 und 1956) waren die Ausstatter des Films. Ton-Ingenieur Jack Solomon kam erst später (1970) zu Oscar-Ehren.
Von den 25 Filmen, die von Batjac produziert wurden, inszenierte Andrew V. McLaglen fünf, drei davon mit John Wayne.

## Synchronisation
| Darsteller        | Rolle                       | Synchronsprecher |
| ----------------- | --------------------------- | ---------------- |
| John Wayne        | George Washington McLintock | Arnold Marquis   |
| Maureen O’Hara    | Katherine McLintock         | Edith Schneider  |
| Patrick Wayne     | Dev Warren                  | Jörg Cossardt    |
| Yvonne De Carlo   | Louise Warren               | Elisabeth Ried   |
| Stefanie Powers   | Becky McLintock             | Marianne Lutz    |
| Jack Kruschen     | Jake Birnbaum               | Curt Ackermann   |
| Chill Wills       | Drago                       | Klaus W. Krause  |
| Jerry Van Dyke    | Matt Douglas Jr.            | Joachim Pukaß    |
| Edgar Buchanan    | Bunny Dull                  | Konrad Wagner    |
| Perry Lopez       | Davey Elk                   | Jürgen Thormann  |
| Strother Martin   | Mr. Agard, Beamter          | Hugo Schrader    |
| Gordon Jones      | Matt Douglas Sr.            | Klaus Miedel     |
| Robert Lowery     | Gov. Cuthbert H. Humphrey   | Friedrich Joloff |
| Michael Pate      | Häuptling Puma              | Peter Elsholtz   |
| Hank Worden       | Curly Fletcher              | Herbert Weißbach |
| Bruce Cabot       | Ben Sage Sr.                | Benno Hoffmann   |
| Edward Faulkner   | Ben Sage Jr.                | Claus Wilcke     |
| Big John Hamilton | Fauntleroy Sage             | Alexander Welbat |
| Mari Blanchard    | Camille                     | n.n.             |
| Leo Gordon        | Mr. Jones, Siedler          | Heinz Petruo     |
| Chuck Roberson    | Sheriff Jeff Lord           | Gerd Duwner      |
| Bob Steele        | Eisenbahn-Ingenieur         | Toni Herbert     |

## Kritiken
„‚Der Widerspenstigen Zähmung‘ in einer vergnüglichen Westernversion.“

## Auszeichnungen
- 1964: Goldener Laurel in den Kategorien Top Action Drama und Top Action Performance (John Wayne)